# Mortero de Infantería Tipo 97 81 mm
El mortero de Infantería Tipo 97 81 mm fue un mortero japonés empleado principalmente por el Ejército Imperial Japonés durante la Segunda Guerra Mundial. Se le dio la designación Tipo 97 por haber sido aceptado en el año 2597 del calendario japonés (1937), entrando en servicio ese mismo año. Las unidades japonesas de Infantería eran frecuentemente equipadas con morteros de 81 mm. El Tipo 97 81 mm era llamado por los soldados japoneses "Cañón de Infantería", pudiéndose desmontar en tres partes para su transporte. Los marcajes de la placa base dicen "Mortero de trinchera pequeño Modelo 97".
La versión modificada empleada por la Armada Imperial Japonesa con la designación mortero Tipo 3, fue empleada por las Fuerzas Navales especiales y como arma antisubmarina a bordo de los buques de escolta desde 1943.

## Diseño

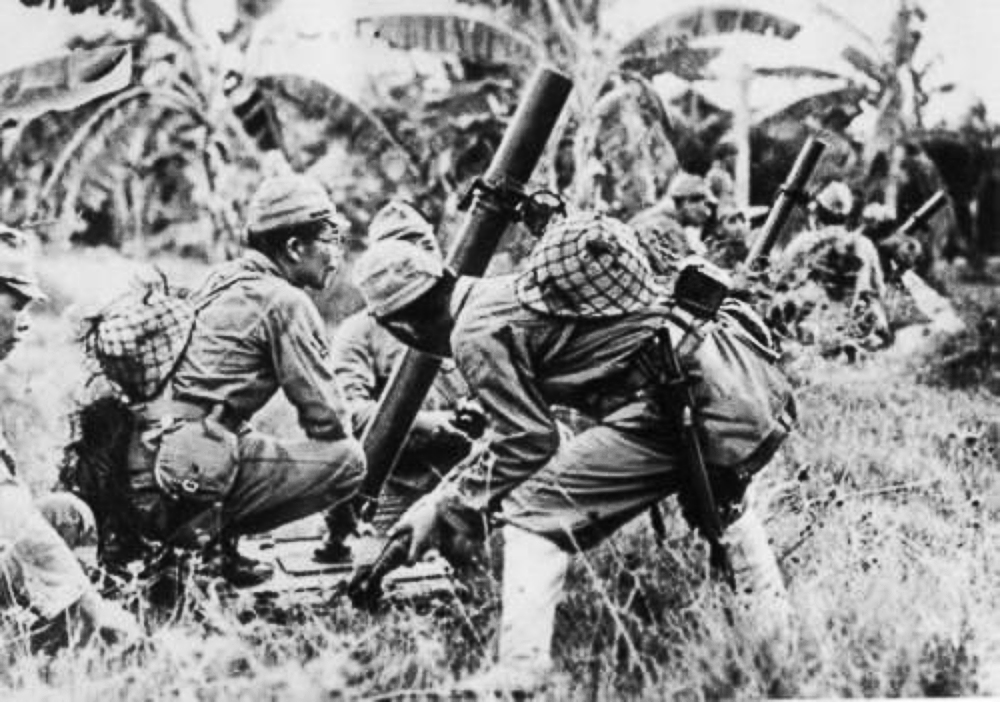
Soldados de las Fuerzas Navales Especiales Japonesas con el Tipo 97 81 mm.

El Tipo 97 81 mm es un arma de ánima lisa y avancarga. Tiene un percutor fijo dentro de la recámara y el impacto de la cápsula fulminante del cartucho propulsor del proyectil contra el percutor dispara el proyectil desde el mortero. Se le pueden acoplar hasta seis incrementos propulsores a las aletas del proyectil para aumentar su alcance.
Un mortero Tipo 97 81 mm capturado, que fue estudiado en detalle, tenía el marcaje "Cañón de Infantería de Ángulo Alto Tipo 97". El arma fue fabricada en 1942 en el Arsenal de Osaka. Aunque el mortero japonés se parece al mortero M1 estadounidense de 81 mm, tiene varias características que permiten distinguirlos. La perilla de ajuste del mortero japonés está sobre la pata derecha del bípode, mientras que la mira está sobre la izquierda. Otras diferencias son el roscado de los tornillos de azimut y elevación del mortero japonés, así como el empleo de soldadura para unir las patas del bípode a la unión clevis y engrasadores diferentes de los empleados en el mortero estadounidense.
La mira colimadora del Tipo 97 81 mm es más pesada y compleja que la empleada en el mortero M1. La mira japonesa examinada estaba hecha íntegramente de acero, excepto por los cojinetes de latón empleados en los tornillos de elevación y azimut. Al mortero japonés se le puede instalar una mira estadounidense M4, agitando ligeramente el soporte de la mira.
El Tipo 97 81 mm examinado tenía una extensión unida a la mira, que la elevaba al nivel de la boca del mortero. Esta extensión probablemente fue añadida para permitir apuntar el arma cuando estaba profundamente enterrada o sobre una ligera pendiente. La escala de elevacíon de la mira está graduada en intervalos de 50 mil, desde 700 hasta 1.600 mil, con un tambor micrométrico que permite efectuar lecturas de elevación desde el mil más cercano. El colimador puede trazar un círculo completo y la escala del azimut está calibrada en graduaciones de 100 mil, con dos secciones de 3.200 mil cada una. Como en el caso de la elevación, un tambor micrométrico permite efectuar lecturas de azimut desde el mil más cercano. Hay una palanca para la rotación rápida del colimador, que puede ser ubicada en un ángulo de elevación y fijada en posición por una serie de muescas. No hay miras abiertas para emplazar rápidamente el mortero.

## Munición
La munición recuperada para el Tipo 97 81 mm es generalmente el proyectil de alto poder explosivo Tipo 100 (1940). Este proyectil tiene una longitud de 326,89 mm y pesa 3,14 kg, de los cuales 0,45 kg corresponden a la carga explosiva de TNT. La espoleta es de impacto, pero puede convertirse en una de acción retardada al insertar una billa de demora en la punta de la espoleta antes de disparar. El proyectil puede dispararse desde el mortero M1 estadounidense, pero el alcance será un 10% más corto que el de los proyectiles M43 y M43A. Una prueba de disparo de proyectiles japoneses desde el M1 dio los siguientes resultados, que no pueden ser considerados conclusivos en vista del deterioro de los proyectiles. El Tipo 97 81 mm también era empleado para lanzar el inusual proyectil lanzaminas Antiaéreo.

## Especificaciones
Las especificaciones del Tipo 97 81 mm son las siguientes:
| Peso:                                                  | 67 kg       |
| Peso total:                                            | 65,83 kg    |
| Peso del cañón:                                        | 20,67 kg    |
| Peso del bípode:                                       | 47 kg       |
| Peso de la placa base:                                 | 23,47 kg    |
| Peso del proyectil:                                    | 3,3 kg      |
| Longitud total:                                        | 1.422,4 mm  |
| Longitud del cañón, incluyendo la cubierta de la base: | 1.257,3 mm  |
| Longitud del ánima:                                    | 1.162 mm    |
| Diámetro del ánima:                                    | 81 mm       |
| Espesor de las paredes del cañón:                      | 7 mm        |
| Longitud de la placa base:                             | 165,1 mm    |
| Ancho de la placa base:                                | 673,1 mm    |
| Elevación:                                             | +45° a +85° |
| Velocidad de boca:                                     | 196 m/s     |
| Alcance:                                               | 2.800 m     |